# John Cameron Mitchell
Pour les articles homonymes, voir John Mitchell et Mitchell.
 (juin 2025).
Si vous disposez d'ouvrages ou d'articles de référence ou si vous connaissez des sites web de qualité traitant du thème abordé ici, merci de compléter l'article en donnant les références utiles à sa vérifiabilité et en les liant à la section « Notes et références ».
John Cameron Mitchell, né le 21 avril 1963 à El Paso, est un écrivain, acteur et metteur en scène américain.

## Biographie

### Jeunesse
Fils d'un général à la retraite, Mitchell grandit sur des bases militaires à Colorado Springs, dans le Colorado, et suit une éducation catholique. Sa mère est écossaise, émigrée aux États-Unis pendant sa jeunesse.

### Carrière

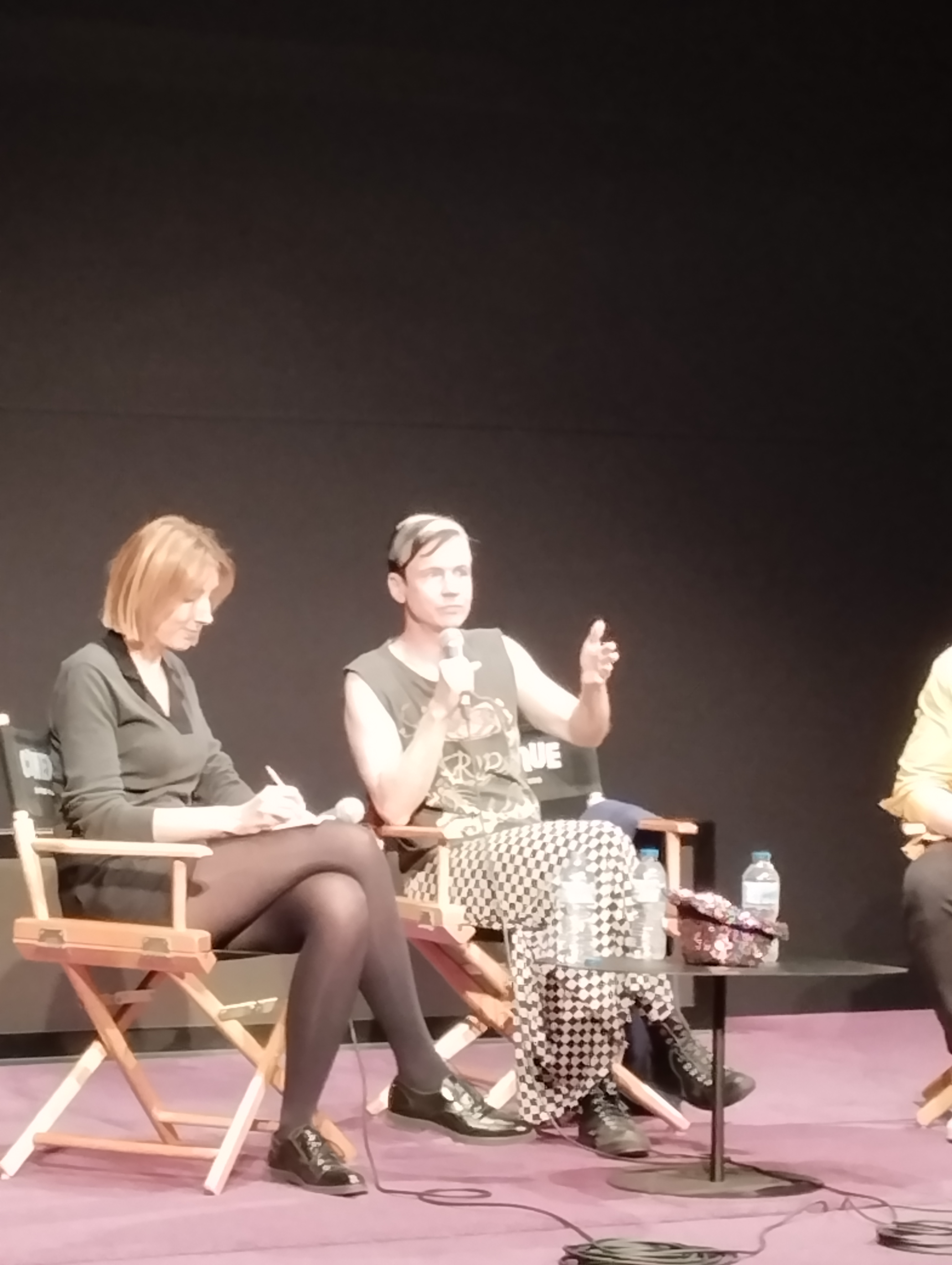
John Cameron Mitchell à la Cinémathèque française en octobre 2022.

En 1998, Mitchell écrit Hedwig and the Angry Inch, une comédie musicale sur Hedwig, une musicienne de rock transgenre à la poursuite de son ancien amant qui a plagié ses chansons. Trois ans après, il se met en scène dans le rôle principal avec dans une version cinématographique de Hedwig. Le film et la comédie sont des succès remarqués et deviennent cultes.
Mitchell joue aussi dans la version comédie musicale de The Secret Garden ainsi que dans  Hello Again, pour lequel il est nommé au Drama Desk en 1994. On l'entend sur les enregistrements originaux des deux comédies.
Après le succès de Hedwig, pour lequel il remporte un Teddy Award à la Berlinale, Mitchell s'intéresse au financement, à l'écriture et à la réalisation d'un film de haute qualité qui incorporerait des scènes de sexe explicites et réalistes, Shortbus. Mitchell décide d'écrire le scénario avec les acteurs en se référant à leur propre expérience de la sexualité, allant jusqu'à se mettre lui-même en scène dans une séquence d'orgie. Terminé en 2006 après deux ans de casting et de tournage, il est présenté en mai 2006 au Festival de Cannes. Mitchell est également le producteur exécutif de Tarnation, un documentaire sur la vie de Jonathan Caouette, qui joue un petit rôle dans Shortbus. En 2005, Mitchell met en scène le clip de Filthy/Gorgeous des Scissor Sisters, qui est censuré dans l'édition américaine de MTV pour son contenu explicitement sexuel. La même année, il dirige le clip de First Day of My Life, des Bright Eyes.

### Vie privée
Ouvertement homosexuel, Mitchel est devenu dans une certaine mesure une icône de la culture gay et des droits des homosexuels, faisant des apparitions dans des émissions comme Politically Incorrect et différents programmes sur VH1. Il est cité dans les remerciements du livre Michael Tolliver lives de Armistead Maupin, dernier tome des fameuses Chroniques de San Francisco.
Mitchell vit à New York.

## Filmographie

### Comme réalisateur
- 2001 : Hedwig and the Angry Inch
- 2006 : Shortbus
- 2010 : Rabbit Hole
- 2010 : Lady Grey London, court-métrage publicitaire [1]
- 2012 : L.A dy Dior, court-métrage publicitaire
- 2017: How to Talk to Girls at Parties

### Comme scénariste
- 2001 : Hedwig and the Angry Inch
- 2006 : Shortbus
- 2010 : Rabbit Hole
- 2017: How to Talk to Girls at Parties

### Comme acteur
- 1986 : Le Mal par le mal (Band of the Hand) de Paul Michael Glaser : J.L.
- 1987-1990 : Sois prof et tais-toi ! : Manfred
- 1990 : Elles craquent toutes sauf une (Book of Love) de Robert Shaye : Floyd
- 1996 : Party Girl : Derrick
- 2001 : Hedwig and the Angry Inch de John Cameron Mitchell : Hansel Schmidt / Hedwig
- 2006 : Girl 6 de Spike Lee : Rob
- 2013-2014 : saison 2 de Girls de Lena Dunham et Judd Apatow : David Pressler-Goings
- 2016 : Vinyl : Andy Warhol
- 2017 : The Good Fight : Felix Staples
- 2018 : Mozart in the Jungle : Egon
- 2019 : Shrill : Gabe Parrish
- 2022 : Sandman : Hal Carter
- 2023 : Yellowjackets : Caligula
- 2023 : City on Fire : Armory (série télé)

## Comédie musicale
- 1998 : Hedwig and the Angry Inch (textes)